# ذا فاونتنهيد
ذا فاونتنهيد (بالإنجليزية: The Fountainhead)‏ هي فرقة روك أيرلندية أسسها ستيف بيلتون وبات أودونيل في عام 1982. في عام 1984، فاز الثنائي بمسابقة موسيقية وكانت الجائزة مدةَ 20 ساعة من وقت التسجيل في استوديوهات ويندميل لين. استخدموا هذا الوقت لتسجيل أول أغنية فردية لهم، «ريذم ميثود»، والتي أطلقوها بشكل مستقل في عام 1984. بعد أن أصبحت الأغنية شائعة في الإذاعة الأيرلندية، عُرض عليهم عقد مع تسجيلات تشاينا.
يأتي اسم الفرقة من رواية تحمل نفس الاسم للكاتب والفيلسوف الموضوعي آين راند.
أصدرت تسجيلات تشاينا أول ألبوم استوديو للفرقة، ذا بيرنينغ توتش، في عام 1986. من أجل القيام بجولة، أشرك بيلتون وأودونيل عازفَ الطبول بيتر ماكيني، وعازف البيس ويلي ديمانج، وعازف لوحة المفاتيح فيل رينيك. ظهرت التشكيلة الموسعة لأول مرة في 17 مايو 1986 في حفل إعانة المساعدة الذاتية. ظهر أداؤهم لأغنية «فيل إت ناو» في متابعة الألبوم الخيري ليف فور آيرلاند.
بدأت الفرقة جولة في أمريكا الشمالية في نوفمبر 1986. تم تسجيل الأغاني من عرضهم الأمريكي الأخير، في ويسكي آي غو غو في 9 ديسمبر 1986، وتم إصدارها باعتبارها أسطوانة مطولة في عام 1987.
صدر ألبومهم الثاني والأخير، فويس أوف ريزون، في عام 1988. تم حل الفرقة في عام 1990.

## ديسكوغرافيا

### ألبومات
- ذا برنينغ توتش (1986)
- ليف (أسطوانة مطولة، 1987)
- فويس أوف ريزون (1988)

### الفرديات
- «ريذم ميثود» (1984)
- «فيل إت ناو» (1986) ترتيب أيرلندا الموسيقي #30
- «سينغ إز بيليفينغ» (1986)
- «سو غود ناو» وهارت آند سول (1987) تسجيلات تشاينا
- «سمْون لايك يو» (1988)
- «أنجل» (1988)